# Битва під Спайон Коп
Битва під Спайон Коп (нід. Slag bij Spionkop; афр. Slag van Spioenkop) — битва між військами англійців та південноафриканців, що відбулась під час Другої англо-бурської війни 23-24 січня 1900. Битва сталась на висоті Спайон Коп, що за 38 кілометрів від містечка Ладісміт.
Під час цієї битви як військовий кореспондент був присутній Вінстон Черчилль. Фельдшером-санітаром індійського корпусу медичної допомоги під час цієї битви служив Махатма Ганді.
Битва завершилась поразкою англійців.